# Michael Shamberg
Michael Shamberg (Chicago, 1945) és un productor de cinema estatunidenc, antic corresponsal de Time-Life.

## Biografia
Distingit productor i comunicador. Precursor en la dècada dels 70 d'una generació de col·lectius que gràcies a l'ús del vídeo podien exercir la contracultura. Va fer de pont entre la premsa clandestina i les noves tecnologies de la comunicació. El 1971, Michael Shamberg al costat de Frank Gillette i Ira Schneider, entre d'altres, van fundar Raindance Corporation l'any 1969.
Raindance va ser autodenominada "think tank contracultural" que podem traduir com contracultura de reflexió, on el vídeo actuava com una forma alternativa de comunicació cultural. Van publicar Guerrilla Televisión, un llibre que acabaria donant nom a un dels principals moviments contraculturals de l'època.
Shamberg adoptà el terme Guerrilla Television com a títol del seu llibre l'any 1971, ja que malgrat les seves estratègies i tàctiques similars a la guerra, la televisió de guerrilla no era violenta. Shamberg va veure la "televisió de guerrilla" com un mitjà per trencar les barreres imposades per la televisió comercial, que ell va anomenar la "televisió grollera".
Tot seguit Raindance Corporation es va convertir en Top Value TV (TVTV), ("La Millor Televisió”, en català). Juntament amb la seva primera esposa Megan Williams van ser membres fundadors de TVTV. L'any 1974 el grup TVTV va crear un documental titulat Lord of the Universe (El senyor de l'univers) amb el qual va guanyar un premi DuPont-Columbia l'any 1975.
La publicació "Guerrilla Television" conté els següents capítols: Com portar a la fallida a la broadcast televisió (TV comercial), vostè és la informació, vídeo comunitat, cintes de vídeo com a eina analítica, xarxes: cintes de vídeo i de televisió per cable, sistemes de suport econòmic i estratègies i serveis cibernètics[7]
El seu documental més subversiu va ser Four More Years on, mitjançant imatges realitzades amb cintes de vídeo sense veu, ridiculitzava els adversaris polítics.
Entre els anys 1970 i 1974 el grup Raindance, al qual pertanyia Shamberg, va publicar la revista Radical Software, la qual invitava al públic a tenir la possibilitat de fer-ne ús d'eines videogràfiques per tal de reforçar i donar suport al moviment subversiu. Podem veure una imatge d'un videocàmera que sembla que estigui disparant.
Cap a 1971 neix Guerrilla Televisió, col·lectiu artístic conformat per Paul Ryan, Frank Gillete i Michael Shamberg, amb la idea de desenvolupar un corrent altern a la televisió del mainstream comercial corporatiu. Michael Shamberg, membre del col·lectiu de videastes de la ciutat de Nova York anomenat Raindance Corporation, publica "Guerrilla TV", un llibre que serà la Bíblia del moviment conegut posteriorment amb el mateix nom.
Per Shamberg el concepte de MEDIA-AMERICA de què parlava en el seu llibre era un futur i esperança, davant dels fets que havia travessat els Estats Units en la dècada dels anys 60 (Vietnam i la lluita pels drets dels afroamericans liderada per Martin Luther King Jr., no llunyans estaven el procés de la revolució cubana amb Fidel Castro i el Che Guevara), lligat a la joventut nord-americana. En paraules de Shamberg parlant sobre la cinta de vídeo: "és un desenvolupament natural de l'evolució dels mitjans, donant-un major control sobre el nostre desenvolupament psicològic". Les recomanacions de Shamberg i l'ús del sistema Portapak era el de "prendre imatges i sons de la TV, unir-los en un collage i utilitzar els sistemes de vídeo familiars per a la seva difusió". El contingut d'aquesta recomanació és part d'un capítol anomenat "Tàctiques", un dels termes de la guerra de guerrilles utilitzat per l'autor al llarg dels capítols del llibre. El col·lectiu format per Paul Ryan, Frank Gillete i Michael Shamberg, buscava radicalitzar el mitjà, revolucionant la televisió, en paraules de Gillete, "eren entusiastes però ingenus".
Guerrilla Television va acabar diluint-se per diverses raons: la manca de canals propis per a la distribució i l'emissió del producte vídeo i els seus continguts van causar el seu replantejament constant i la seva adaptació als formats televisius tradicionals. Tot i que en els seus inicis els plantejaven en narracions i de formes alternatives, utilitzant sempre el suport de manera creativa. Deidre Boyle en el seu article per Acció Paral·lela titulat: Un epíleg per Guerrilla TV diu: "els seus missatges més radicals es replantejaven, diluïen o entraven a formar part del sistema de valors més ampli dels mitjans de masses", cosa que feia que el moviment "guerriller" fos absorbit pel mateix sistema al qual combatia.
Té tres fills. La seva primera esposa va ser Megan Williams (1974-1991). La seva segona esposa és la productora de cinema Carla Santos Macy nascuda el 4 de desembre del 1952 (63 anys) amb qui va contraure matrimoni des del 1996 fins a l'actualitat.

## Produccions
- Michael Shamberg és assessor de BuzzFeed películas, TV i productor de cine. Les seves pel·lícules el 2015 van ser Freeheld, protagonitzada per Julianne Moore, Ellen Page, Michael Shannon i Steve Carell, i Adam Jones protagonitzada per Bradley Cooper i Sienna Miller. Shamberg va ser productor executiu de la sèrie de TV Central comedia Reno 911. Els seus altres crèdits de pel·lícula inclouen:
- Contagion, pel·lícula doblada al català com Contagi[8]
- A Walk Among the Tombstones,
- Wish I Was Here,
- Django desencadenat
- World Trade Center,
- Erin Brockovich,
- Out of Sight,
- Reality Bites,
- Gattaca,
- Pulp Fiction,
- Garden State,
- A Fish Called Wanda
- The Big Chill.[9]